# Væb
Væb ist ein isländisches Musikduo, das seit 2022 Musik produziert und aus den Brüdern Hálfdán Helgi Matthíasson (* 4. Juni 2003) und Matthías Davíð Matthíasson (* 7. Dezember 2004) besteht.
Das Duo vertrat Island mit dem Song Róa beim Eurovision Song Contest 2025 in Basel.

## Leben und Karriere
Hálfdán und Matthías wurden als zwei von sechs Geschwistern in Kópavogur geboren. Ihre Mutter Áslaug Helga Hálfdánardóttir nahm am Söngvakeppnin 2008 mit dem Lied "Lífsins leið" teil. Hálfdán gewann 2015 den isländischen Gesangswettbewerb Jólastjarnan, während Matthías 2020 in der TV-Serie Eurogarðurinn mitspielte und Nemo in der isländischen Synchronisation von Findet Dorie sprach. Der Name Væb ist ein Akronym der isländischen Wörter virðing, æðruleysi, und bullandistemming, welche übersetzt Respekt, Gelassenheit und Spaß bedeuten.
Das Duo debütierte 2022 mit dem Studioalbum Væb tékk, das im September desselben Jahres veröffentlicht wurde. Vorab erschienen die Singles Aron Can (Borðar kál), eine Hommage an den gleichnamigen Künstler, und „Þetta kallar á drykk“. 2023 erzielten sie mit dem Remix von Ofboðslega frægur, einer Zusammenarbeit mit Ingi Bauer, ihren ersten kommerziellen Erfolg, der in den Top 20 der isländischen Charts Tónlistinn debütierte. Auch der Song „Tölur tala“ erreichte Platz 21 der nationalen Hitparade.
Februar 2024 nahmen Væb am Söngvakeppnin teil, dem isländischen Vorentscheid für den Eurovision Song Contest, mit dem Lied Bíómynd. Nach erfolgreicher Qualifikation für das Finale belegten sie dort den vierten Platz. Dennoch war Bíómynd der beliebteste Beitrag des Wettbewerbs und erreichte als einziger Song die Top 10 der isländischen Charts.
Im folgenden Jahr wurden sie von Söngvakeppnin für den Söngvakeppnin ausgewählt und traten mit dem Lied Róa an. Sie qualifizierten sich für das Finale und wurden dort sowohl von der Jury als auch vom Publikum zum Sieger gekürt, wodurch sie das Recht erhielten, Island beim Eurovision Song Contest 2025 zu vertreten. Róa erreichte zudem Platz 1 der Tónlistinn-Charts. Am 13. Mai trat das Duo im ersten Halbfinale des Eurovision Song Contest an und qualifizierte sich erfolgreich für das Finale, welches am 17. Mai stattfand. Dort erzielten sie nach dem Publikumsvoting mit 33 Punkten den 25. Platz und damit den vorletzten Platz.
Ende Mai 2025 kündigten Væb in einem YouTube-Video ein neues Album sowie eine europäische Tournee an, welche am 20. Februar 2026 in Trondheim beginnen soll.

### Persönliches
Sowohl Hálfdán als auch Matthías sind gläubige Christen. Ihre Eltern führten sie an den Glauben heran, da sie beide in der Kirche Lindarkirkja in Kópavogur tätig sind. Sie selber engagierten sich während der Covid-19-Pandemie in der Kirche, indem sie Gottesdienste und Beerdigungen online veröffentlichten und livestreamten.

## Diskografie
Alben
- 2022: Væb tékk

EPs
- 2024: Væbauer (mit Ingi Bauer)

Singles
- 2022: Aron Can (Borðar kál) (Væb tékk)
- 2022: Þetta kallar á drykk (Væb tékk)
- 2022: Ríðum ríðum
- 2022: Alveg dagsatt
- 2023: Ofboðslega frægur (Remix)
- 2023: Tölur tala
- 2023: Sömmer Baby
- 2023: Ég er á leiðinni (Remix)
- 2024: Bíómynd (Söngvakeppnin 2024)
- 2024: Movie Scene (Söngvakeppnin 2024)
- 2024: Til hamingju
- 2025: Róa (Söngvakeppnin 2025)
- 2025: Jaja Ding Dong (Remix)
- 2025: Dr. Saxophone
- 2025: RÓA (AXMO Remix)

Gastbeiträge
- 2023: Macarena gella (Rjóminn feat. Væb)
- 2024: Stemning (Stefán Berg feat. Væb)
- 2024: Fullur (Blackout Bois feat. Væb)
- 2025: Sótt honum (Sniglabandið feat. Væb)

## Auszeichnungen
- Kinderpreis „Sögur“ 2025 in der Kategorie „Künstler des Jahres“[15]